# Parastichtis rufa
Parastichtis rufa là một loài bướm đêm trong họ Noctuidae.